# Peter Milz

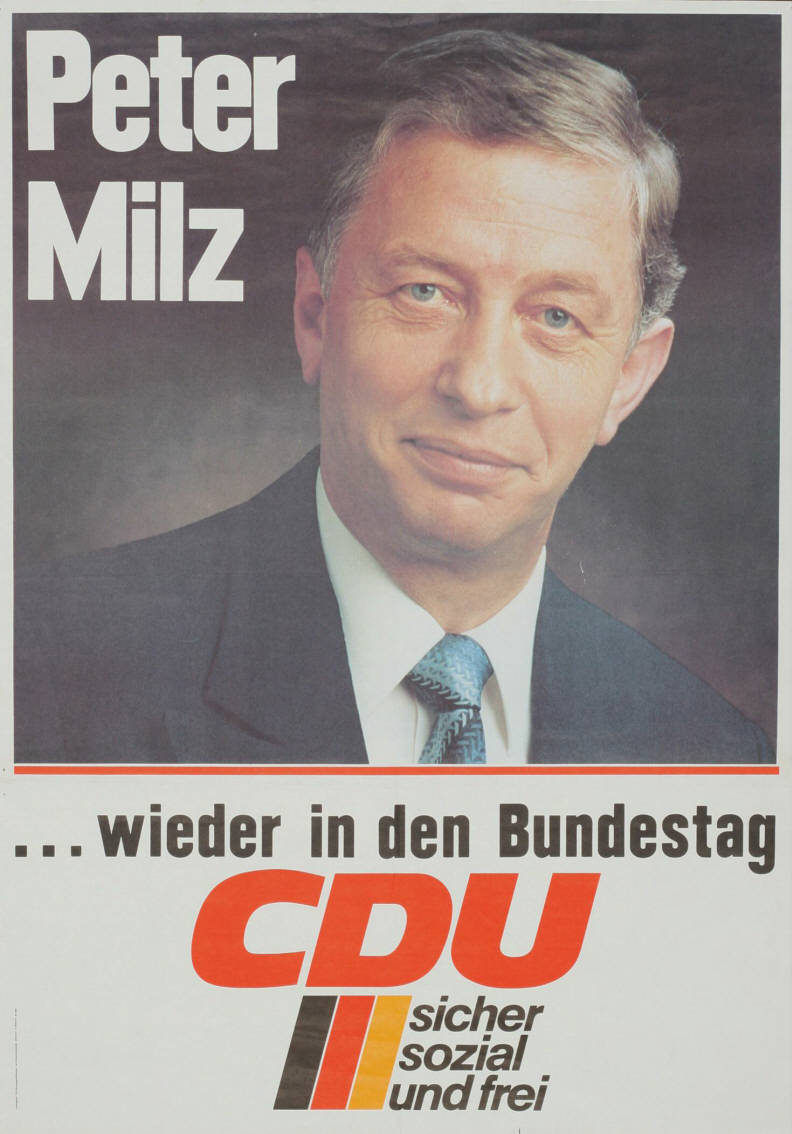
Kandidatenplakat zur Bundestagswahl 1980

Peter Milz (* 7. Dezember 1934 in Mechernich; † 26. November 1986 ebenda) war ein deutscher Unternehmer und Politiker (CDU).

## Leben
Milz erlernte den Beruf des Stuckateurs, in dem er auch die Meisterprüfung ablegte, und war später als Unternehmer tätig. Er lebte mit seiner Frau und seinen vier Töchtern in Marmagen. Peter Milz war Oberstleutnant der Reserve und Kolpingbruder.

### Parteizugehörigkeit
Milz trat 1958 in die CDU ein, schloss sich der Jungen Union (JU) an und war von 1963 bis 1969 Vorsitzender der JU Schleiden. Von 1972 bis 1985 war er Vorsitzender des CDU-Kreisverbands Euskirchen. 1983 wurde er in den Landesvorstand der CDU Rheinland gewählt, dem er bis zu seinem Tode angehörte.

### Abgeordneter
Milz war Ratsmitglied der Gemeinde Marmagen und dort Vorsitzender der CDU-Fraktion. Von 1964 bis 1971 war er Kreistagsmitglied des Kreises Schleiden und von 1972 bis 1986 Kreistagsmitglied des Kreises Euskirchen. Bei der Bundestagswahl 1972 wurde er in den Deutschen Bundestag gewählt, dem er bis zu seinem Tode angehörte. Im Parlament vertrat er von 1972 bis 1980 den Wahlkreis Bergheim und anschließend den Wahlkreis Euskirchen – Erftkreis II. Von 1976 bis 1980 war er auch Mitglied der Beratenden Versammlung des Europarates. Überregional bekannt wurde Peter Milz durch den Vorschlag, Franz Josef Strauß von der CSU als gemeinsamen Kandidaten für die Kanzlerkandidatur zu wählen.

### Öffentliche Ämter
Milz war der letzte Landrat des Kreises Schleiden und gestaltete in dieser Funktion den Zusammenschluss mit dem Kreis Euskirchen 1971.

### Ehrungen
Am 12. September 1979 wurde Milz das Bundesverdienstkreuz am Bande verliehen. Die Ortsgemeinde Marmagen ehrte ihn 2005 durch die Benennung einer Straße (Peter-Milz-Straße).